# Grypania
Genre
Espèce
Grypania spiralis est la plus ancienne forme d'eucaryotes connue. Les plus anciennes traces de leur présence remontent à 2,2 milliards d'années au cours de l'ère du Paléoprotérozoïque et furent retrouvées sous forme de micro-fossiles dans le Michigan et le Montana aux États-Unis, en Chine et en Inde.

## Caractéristiques
Après avoir été considéré comme un eucaryote unicellulaire géant proche des algues dans les années 1970, Grypania spiralis est aujourd'hui considéré comme un eucaryote pluricellulaire en forme de rubans enroulés d'au moins 20 centimètres de long, de position taxinomique incertaine.